# 薛家燕
薛家燕，MH（1950年3月30日—），本名薛家彥，人稱「家燕姐」、「家燕媽媽」，香港女演員、節目女主持、節目女主播及女歌手，現為新城電台節目主持人及無綫電視女藝員，被封新城及無綫電視「鎮台之寶」，額頭正中之處的一顆痣成為其標記之一。1990年代因領銜主演無綫電視處境劇集《真情》深入民心而有綽號「好姨」，2000年代又因經常主唱兒歌及主持兒童節目而獲稱「家燕媽媽」，2010年代因美國電影《復仇者聯盟3：無限之戰》無限寶石熱潮而再有「Captain Nancy」稱號。2018年8月，68歲薛家燕化身十字步女俠推出首個個人紅館《薛家燕愛你無限六十年演唱會》主題曲《Captain Nancy》，成為年齡最高的首次開紅館女藝人和年齡最高的香港四大電子傳媒冠軍歌獨唱得主。

## 背景

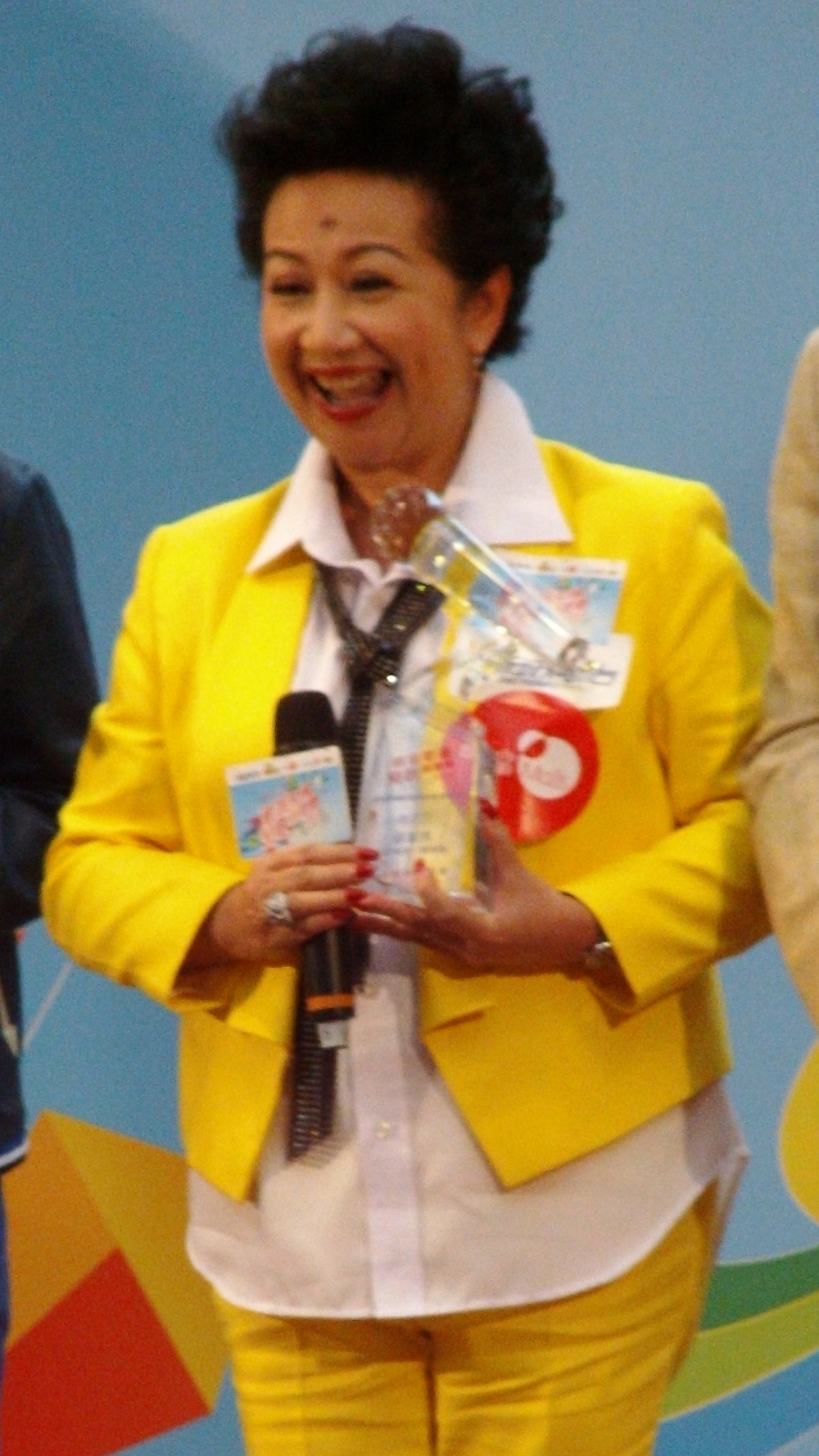
薛家燕在馬鞍山廣場，攝於2014年

### 早年生活與入行
薛家燕父親是政府公務員兼京士柏徙置區區長薛沛球。她在香港九龍出生，有四名姊妹，在京士柏成長，自小學習粵劇唱腔及芭蕾舞，又活躍於校內的歌舞演出。8歲那年於彌敦道瓊華酒樓為祖父賀壽期間，因在來賓面前表演時表現突出，獲得同場編劇李少芸及製片家薛兆璋賞識，邀請她參加電影《七兒八女九狀詞》的演出，從此開展演藝生涯，曾演出超過百多套電影，如《雪花神劍》、《玉女英魂》及《六指琴魔》等。
1965年，薛家燕與馮素波、沈芝華、陳寶珠、蕭芳芳、王愛明及馮寶寶六位同樣自粵語片童星出身的女影星結義金蘭為影壇「七公主」，其中薛家燕按年齡長幼順序排行第五。1960年代，由於青春歌舞片大行其道，她與同是七公主的陳寶珠、蕭芳芳合作演出《彩色青春》、《姑娘十八一朵花》、《青春阿哥哥》及《飛女正傳》，並組織了「家燕A Go Go樂隊」，16歲當上電影女主角。當初她之所以組成「家燕A Go Go樂隊」，原因出於她在1967年與光藝製片公司老闆見面後，對方認為她不夠名氣，不夠資格在星馬登台。登台演出的主辦方雖然未能安排薛與六公主前往演出，不過提議她組織一支即席演唱的樂隊，增加噱頭，「家燕A Go Go樂隊」由此誕生。而其主唱之金曲《大家姐》、《讀書樂》、《那個少女不多情》等收錄於唱片內，在東南亞銷售量高達45萬張，更為她帶來十多齣電影的片約。其後，她畢業於聖公會諸聖中學附屬幼稚園（1956年）、聖公會諸聖小學（1963年小六）和聖公會諸聖中學（曾就讀，但非該校的中五畢業生），在校時與藝人洋為同校同學；1970年代轉投電視發展，主要於麗的電視演出。本來父親反對她入行，認為她應多花時間讀書，最終在祖父算過薛的四柱八字後，被說服栽培薛家燕向演藝界發展。

### 演藝發展
由1960年代開始，薛家燕曾多次獲選為十大最受歡迎明星、十大歌星、十大電視藝人及最受歡迎女藝人。1971年隨著粵語片息微，她獲日本勝利音樂唱片公司賞識，簽約到日本當練習生。半年間沒有推出唱片，只上電視台任節目嘉賓。不久因登台關係，獲邀到菲律賓為ABS-CBN電視台第9頻道主持音樂特輯。1975年，麗的電視邀請她主持綜合節目，受美國節目《The Sonny & Cher Comedy Hour》啟發下，她把該節目的概念搬到電視台，如是產生《家燕與小田》這個音樂搞笑節目（薛家燕是節目的總策劃，鄭丹瑞為撰稿員。基於黎小田有喜感，而朋友介紹給她的人選陳百強則較為害羞，最後選定黎為拍擋，至1979年為止。）。
及至1984年，她與圈外人結婚，1990年代決定復出再次投入電視圈發展，1996年加入無綫電視拍攝電視劇《真情》其「梁潤好（好姨）」角色深入民心。此劇更成為首部於日本電視台播出之港產電視劇。同年客串拍攝周星馳領銜主演的電影《食神》，其「超級食神大賽評判」角色同樣深入民心。直至2000年，薛家燕獲香港特區政府頒授榮譽勳章，成為首位獲得此榮譽的女藝人。另外，她多年來熱衷於社會服務，獲香港特區政府有關部門委任為「精神健康大使」、「環保大使」、「交通安全大使」、「愛心之星」、「平等機會大使」、「滅罪之星」等。2000年，她獲新城電台邀請主持婦女節目《家天下》，更首度擔任監製，參與《今夜真情流露》舞臺劇的製作及演出，並與此劇演員一起前往世界各地巡迴演出，大獲好評；同年應世界著名銀行家J.P Morgan之邀，到華爾街的美國證券交易所主持敲鐘儀式，成為第一個主持敲鐘儀式的香港藝人。當時交易所內的螢幕用電腦打出「Welcome TVB Super Nancy Sit（薛家燕）」字樣，又介紹她為香港的莎莉‧譚寶；其後為無綫電視拍攝電視劇《十月初五的月光》。
2001年，她領銜參演的電視劇《皆大歡喜》中「慈姑」一角以及主唱主題曲《皆大歡喜》。2002年參演時裝版本《皆大歡喜》。其後，她義務參與製作電腦叢書《家燕媽媽親子圖書系列》。除了主持《家燕媽媽時間》，還與亞洲動畫共同製作《家燕媽媽動畫卡通電視劇集》。2004年成立家燕媽媽藝術中心後，開辦兒童演藝、唱歌、舞蹈等課程；2005年，她主持由新城娛樂台和廣東電台南粵之聲合作聯播節目《粵港越流行》。2006年於新加坡拍攝的一齣劇集《愛的掌門人》，成為當地該年度的全年電視劇收視之冠，並在同年獲得《南方都市報》頒發「十年榮譽專欄作家」殊榮；2007年得到北京天中文化發展有限公司邀請，到北京夥拍秦漢及張含韻合作拍攝時裝喜劇《龍鳳呈祥》。
2009年3月，薛家燕入院接受膽石切除手術。同月15日，她原本該日復工卻突然發高燒和患上急性胰臟炎併發肺炎而被送院救治。在健康受到影響之下，她需要暫停工作；2010年才獲邀往北京参加節目《2010年中国中央电视台六一晚会——和祖国一起成长》，同年也憑《真情》角色「好姨」，獲得首屆新加坡「星和無綫電視大獎」—「我最難忘TVB電視女角色」。2014年，薛家燕成為香港演藝界首位獲得由香港女工商及專業人員聯會頒發的《2014年傑出專業女性及女企業家選舉》「傑出專業女性」獎的藝人。同年，她與王祖藍主持無綫電視綜藝節目《Sunday扮嘢王》，獲得新加坡《星和無綫電視大獎2014》「我最愛TVB綜藝資訊節目」及「我最愛TVB綜藝節目主持人（與王祖藍）」兩個獎項，及後節目更奪得《萬千星輝頒獎典禮2014》「最佳綜藝節目」和「最佳節目主持（與王祖藍）」獎。
2016年1月，新城知訊台出現人事變動，薛家燕被轉為只在星期六出現的兼職主持，主持新節目《開心大派對》，節目改革前一直主持《開心家天下》（1月8日最後一集）。2017年，由其創辦的香港地道食品品牌「Mother Hong Kong」於十二月中正式推出市場。2018年為慶祝入行60周年，宣布於12月4日至5日假紅磡香港體育館舉辦兩場《薛家燕愛你無限60年演唱會》，乃入行以來首次於紅館舉辦演唱會。同年12月，她於《萬千星輝頒獎典禮2018》中獲頒「萬千光輝演藝人大獎」，以表揚其多年來於香港演藝界所作出之卓越成就。

## 個人生活
1984年，薛家燕嫁給於美國經營飲食業的石保慶，並育有三名子女，分別是長女：石祐珊、次子：石耀庭、幼女：石耀珠。1996年，她與丈夫離婚後因經濟緊絀加上幾乎被逼遷而曾一度想放棄自己甚至自殺，當時已爬出窗外欲跳樓，後來因子女呼喚自己，但想到長女及二子已長大懂事，在捨不得三位子女下終打消輕生念頭。

## 演出作品

### 電視劇

#### 無綫電視
| 翡翠台首播  | 劇 名                                    | 角 色                                                         |
| 1975年      | 群星譜 - 神秘少俠 （页面存档备份，存于） | 冷姑娘                                                        |
| 1995-1999年 | 真情                                     | 梁潤好（好姨）                                                |
| 1997年      | 美味天王                                 | 燕珍珍                                                        |
| 2000年      | LovingYou我愛你                          |                                                               |
| 2000年      | 十月初五的月光                           | 朱莎嬌（Q姨）                                                 |
| 2001-2002年 | 皆大歡喜 (古裝)                          | 游念慈（慈姑、賽鳳凰、誥命夫人）/ 皇                          |
| 2002年      | 七號差館                                 | 黃英姑                                                        |
| 2003年      | LovingYou我愛你2                         | 馮英/沈麗麗/談笑/吳瑞嬌/霍黎瑞碧/李嫻/朱秀玉/林燕卿/清/鄭凱雪 |
| 2003-2005年 | 皆大歡喜 (時裝)                          | 游念慈（慈姑、媽慈）                                          |
| 2005年      | 奇幻潮                                   | 周太太                                                        |
| 2007年      | 我外母唔係人                             | 魯花（肥花）                                                  |
| 2008年      | 銀樓金粉                                 | 賽小蝶（大奶奶）                                              |
| 2009年      | 富貴門                                   | 常開眉（Musa、Mu姐、Mu媽）                                    |
| 2011年      | 九江十二坊                               | 關惠蘭（梁大媽）                                              |
| 2014年      | 新抱喜相逢                               | 何少蘭（Beatrice）                                            |
| 2015年      | 倩女喜相逢                               | 聶小倩（倩倩）                                                |
| 2017年      | 燦爛的外母                               | 蕭秀瓊（King姐）                                              |
| 2018年      | 誇世代                                   | 央金卓瑪                                                      |
| 2023年      | 黃金萬両                                 | 萬紫千紅                                                      |

#### 麗的電視/亞洲電視
| 本港台首播 | 劇 名          | 角 色    |
| 1976年     | 《大家姐》     |          |
| 1979年     | 《俠盜風流》   | 龍蕭公主 |
| 1979年     | 《天龍訣》     | 南宮明珠 |
| 1990年     | 《第三間電台》 | 張羅詠琴 |

#### 新傳媒電視
| 年代   | 劇 名          | 角 色  |
| 2005年 | 《愛的掌門人》 | 謝美嬌 |

#### 北京天中文化
| 年代   | 劇 名        | 角 色 |
| 2007年 | 《龍鳳呈祥》 |       |

#### 滿清電視臺
| 年代   | 劇 名        | 角 色  |
| 2012年 | 《名門望族》 | 陳珍真 |

### 電影
| 首映   | 電影名                           | 角色                                                |
| 1960年 | 《人頭審皇帝》                   | 二珠                                                |
| 1960年 | 《神鷹飛天俠》                   | 捉月                                                |
| 1960年 | 《七兒八女九狀詞》               | 小神童十五寶                                        |
| 1960年 | 《鳳笛雲歌（上集）》             | 文喜郎（童年）                                      |
| 1960年 | 《飄萍恨（上集）》               | 蔡美儀（童年）                                      |
| 1961年 | 《女飛俠紅姑》                   | 陳繼志（幼年）                                      |
| 1961年 | 《魚雁曲》                       | 梁驊生                                              |
| 1961年 | 《孤鳳淚》                       | 江俊華（童年）                                      |
| 1961年 | 《野龍怒碎金蛇塔》               | 翠鳳（童年）                                        |
| 1961年 | 《夫證妻兇》                     | 佐德                                                |
| 1961年 | 《雙飛蝴蝶》                     | 婉兒                                                |
| 1961年 | 《小甘羅拜相》                   | 小霞                                                |
| 1961年 | 《花蝴蝶三氣飛天貓》             | 白小碟                                              |
| 1961年 | 《狄青》                         | 狄龍                                                |
| 1961年 | 《白門樓斬呂布》                 | 漢獻帝                                              |
| 1961年 | 《沉香太子毒龍潭救母下集大結局》 | 大太子 涎香                                         |
| 1961年 | 《花木蘭》                       | 花木棣                                              |
| 1961年 | 《無敵楊家將》                   | 楊九妹                                              |
| 1962年 | 《七鳳嬉春》                     |                                                     |
| 1962年 | 《狄青五虎平西》                 | 狄龍                                                |
| 1962年 | 《血洗愛河橋》                   |                                                     |
| 1963年 | 《灕江河畔血海仇下集大結局》     | 陳小婷（童年）                                      |
| 1963年 | 《八仙鬧東海》                   | 三太子                                              |
| 1963年 | 《李仙》                         | 來興                                                |
| 1963年 | 《武當七俠》                     | 陳志文                                              |
| 1963年 | 《七彩寶蓮燈》                   | 劉秋兒                                              |
| 1963年 | 《寶城劍侶》                     | 杜力雄                                              |
| 1964年 | 《錦繡天堂》                     | 孔志玲                                              |
| 1964年 | 《一彎眉月伴寒衾》               | 易雪兒                                              |
| 1964年 | 《血掌印》                       | 村女                                                |
| 1964年 | 《大家姐》                       | 李如豔                                              |
| 1964年 | 《紅菱血》                       | 秦小雪                                              |
| 1964年 | 《雪花神劍第一集》               | 葛煒                                                |
| 1964年 | 《雪花神劍第二集》               | 葛煒                                                |
| 1964年 | 《雪花神劍三集》                 | 葛煒                                                |
| 1964年 | 《雪花神劍大結局》               | 葛煒                                                |
| 1965年 | 《六指琴魔(上集)》               | 鬼奴                                                |
| 1965年 | 《六指琴魔(下集)》               | 鬼奴                                                |
| 1965年 | 《老夫子》                       | 飛女                                                |
| 1965年 | 《海角幽蘭》                     | 素玲                                                |
| 1965年 | 《六指琴魔(大結局)》             | 鬼奴                                                |
| 1965年 | 《玉女英魂》                     | 康青萍                                              |
| 1965年 | 《玉女英魂(下集大結局)》         | 康青萍                                              |
| 1965年 | 《無字天書》                     | 莫如嬌 - 紅狼                                       |
| 1966年 | 《玉女含寃》                     | 丁淑媚                                              |
| 1966年 | 《七彩胡不歸》                   | 春桃                                                |
| 1966年 | 《彩色青春》                     | 蘇絲                                                |
| 1966年 | 《真假金蝴蝶》                   | 宋美娥                                              |
| 1966年 | 《姑娘十八一朵花》               | 陳珍珠                                              |
| 1966年 | 《冷月離魂》                     | 周碧華                                              |
| 1967年 | 《廣播皇后》                     | 小菊                                                |
| 1967年 | 《七公主》（上集）               | 5公主 - 金剛玉                                      |
| 1967年 | 《我愛阿哥哥》                   | 楊英英                                              |
| 1967年 | 《七公主》（下集）               | 5公主 - 金剛玉                                      |
| 1967年 | 《苦海嬌兒》                     | 杜少红                                              |
| 1967年 | 《兔女郎》                       | 阿芬                                                |
| 1967年 | 《姐姐的情人》                   | 夢霜                                                |
| 1967年 | 《那個少女不多情》               | 白雪雪                                              |
| 1968年 | 《青春歌后》                     | 王麗芳                                              |
| 1968年 | 《梅蘭菊竹》                     | 方玉菊                                              |
| 1967年 | 《血影紅燈》                     | 上官玉鳳                                            |
| 1968年 | 《滿園春色》                     | 伍小紅                                              |
| 1968年 | 《奪命刀》                       | 小燕                                                |
| 1968年 | 《花樣的年華》                   | 江淑嫻/女諸葛                                       |
| 1968年 | 《俠聖》                         | 冷秋霜                                              |
| 1968年 | 《霧美人》                       | 阿萍                                                |
| 1969年 | 《花月爭輝》                     | 李安琪兒                                            |
| 1969年 | 《香噴噴小姐》                   | 林小燕                                              |
| 1969年 | 《小魔俠》                       | 崔玉華                                              |
| 1969年 | 《天龍堡》                       | 蓋盈盈                                              |
| 1969年 | 《飛女正傳》                     | 馬碧珊                                              |
| 1969年 | 《血羅巾》                       | 鐵玫瑰                                              |
| 1969年 | 《媽媽要我嫁》                   | 洪麗霞                                              |
| 1969年 | 《七彩紅男綠女》                 | 劉美麗                                              |
| 1969年 | 《神貓》                         | 金小菊                                              |
| 1969年 | 《玫瑰芍藥海棠紅》               | 洪芍藥                                              |
| 1969年 | 《成家立室》                     | 方蘭心                                              |
| 1970年 | 《歡樂人生》                     | 陳秀麗                                              |
| 1970年 | 《三殺手》                       | 黃玉蓮                                              |
| 1970年 | 《偷心賊》                       |                                                     |
| 1970年 | 《小金剛》                       | 于文翠                                              |
| 1970年 | 《不敢回家的少女》               |                                                     |
| 1970年 | 《總有一天捉到你》               | 李鳴鳳                                              |
| 1970年 | 《嫁衣》                         | 周小玲                                              |
| 1970年 | 《神探一號》                     |                                                     |
| 1970年 | 《迷人的愛情》                   | 菁菁                                                |
| 1970年 | 《蔡李佛勇擒色魔》               | 余海燕                                              |
| 1970年 | 《昨天今天明天》                 | 羅佩嫦                                              |
| 1972年 | 《合氣道》                       | 小秀                                                |
| 1972年 | 《戰北國》 / 《俠女支》          | Gwoi Ji                                             |
| 1973年 | 《愛慾奇譚》                     |                                                     |
| 1973年 | 《石破天驚》                     |                                                     |
| 1973年 | 《怪客》                         |                                                     |
| 1974年 | 《瘋狂電視迷》                   |                                                     |
| 1974年 | 《天天報喜》                     | 阿喜                                                |
| 1978年 | 《紅樓春上春》                   |                                                     |
| 1978年 | 《狗咬狗骨》                     | 薛家燕 **導演、編劇及演出                           |
| 1996年 | 《食神》                         | 比賽評判薛家燕（味公主）                            |
| 1997年 | 《黑玫瑰之義結金蘭》             | 黑玫瑰/退隱江湖多年的一代女俠（為飄紅、艷芬之師傅） |
| 2005年 | 《我阿媽發仔瘟》                 | 歡媽                                                |
| 2010年 | 《72家租客》                     | Lolita                                              |
| 2011年 | 《大世界》                       |                                                     |
| 2011年 | 《我愛HK開心萬歲》               |                                                     |
| 2011年 | 《最強囍事》                     | 鄭宇強之母                                          |
| 2014年 | 《Delete愛人》                   | 慈祥蘇花                                            |
| 2015年 | 《十月初五的月光》               | 朱莎嬌（QE）                                        |
| 2018年 | 《我的情敵女婿》                 | 方 太                                               |

### 舞台劇
| 首演   | 劇名             |
| 2000年 | 《今夜真情流露》 |

### 主持／演出節目

#### 新城電台
| 首播           | 節目名             |
| 2000年-2010年  | 家天下             |
| 2009年-2011年  | 粵港越流行         |
| 2012年         | 家燕演藝繽紛四十年 |
| 2011年至2016年 | 開心家天下         |
| 2016年1月9日－ | 開心大派對         |

#### 無綫電視
| 首播                                    | 節目名                     |
| 1996年                                  | 星光熠熠耀保良             |
| 1996年                                  | 萬千星輝賀台慶             |
| 1999年                                  | 星光燦爛仁愛堂             |
| 1999年                                  | 清潔香港清王清霸迎千禧     |
| 1999-2001，2004-2007，2010-2012，2020年 | 歡樂滿東華                 |
| 2000年                                  | 最緊要健康                 |
| 2001年                                  | 歡樂今宵（主持一集）       |
| 2001年                                  | 媽媽真的愛您               |
| 2007年                                  | 博愛歡樂傳萬家             |
| 2010年                                  | 名人廚房                   |
| 2011年                                  | 知法守法                   |
| 2012年                                  | 皆大歡喜之溏心風暴         |
| 2012年                                  | 金龍獻瑞耀保良             |
| 2013年                                  | 寵愛wakaka                 |
| 2014年                                  | Sunday扮嘢王               |
| 2016年                                  |                            |
| 2017年                                  | 新春開運王（第二輯）       |
| 2017年                                  | 流行經典50強／流行經典50年 |
| 2017年                                  | Ben Sir研究院（嘉賓主持）  |
| 2017年                                  | 香港情·香港味              |
| 2017年                                  | 流行經典50年               |
| 2018年                                  | 新春辦年貨                 |
| 2018年                                  | 家燕姐全民皆Friend 60年    |
| 2019年                                  | 新春開運王（第四輯）       |
| 2019年                                  | 善心滿東華2019             |
| 2020年                                  | 天天開運王                 |
| 2020年                                  | 開運王團年迎金鼠           |
| 2020年                                  | 流行經典50年 (2020)        |
| 2020年                                  | 萬眾同心公益金             |
| 2020年                                  | 歡樂滿東華                 |
| 2021年                                  | 流行經典50年 (2021)        |
| 2021年                                  | 天天開運王（第二輯）       |
| 2021年                                  | 兒歌金曲SUMMERFEST         |
| 2021年                                  | 麻雀鬥室三決一             |
| 2022年                                  | 新春開運王（第五輯）       |
| 2023年                                  | 我和媽咪有個約會           |
| 2023年                                  | 明愛暖萬心                 |
| 2023年                                  | 萬千星輝賀台慶             |
| 2023年                                  | 歡樂滿東華2023             |
| 2024年                                  | 2024風生水起               |

#### 麗的電視
| 首播        | 節目名                                   |
| 1975-1979年 | 家燕與小田（與黎小田合作主持的綜藝節目） |

### 配音
| 首播   | 節目名       |
| 2005年 | 家燕媽媽動畫 |

### 音樂錄影帶
| 發佈日         | 歌名                         | 演出/演唱                            |
|                | 《沒禮貌》                   | 大嘴巴                               |
| 2023年12月7日  | 2024年新春歌曲《好運一條龍》 | 暴牙菇、3P（李育鑫、鄧凱文、王鋭源） |
| 2024年11月22日 | 2025年新春歌曲《YES蛇》      | 暴牙菇、3P（李育鑫、鄧凱文、王鋭源） |
| 2024年12月12日 | 2025年新春歌曲《好運步步高》 | 暴牙菇、阿牛、阿妮、陳金財           |

## 音樂獎項
- 2001年：薛家燕以《媽咪Bolo手記》獲得無綫電視2001年度《兒歌金曲頒獎典禮》的「十大兒歌金曲」。
- 2002年：她以《乖仔學堂》（與安德尊合唱）獲得無綫電視2002年度《兒歌金曲頒獎典禮》的「十大兒歌金曲」。
- 2003年：她與長女石祐珊合唱的《一秒感動》榮獲無綫電視2003年度《兒歌金曲頒獎典禮》的「最受爹哋媽咪歡迎大獎」。
- 2004年：她與石氏三個子女一家合唱的《寸草心》去宣揚親情偉大，並榮獲無綫電視2004年度《兒歌金曲頒獎典禮》的「最受爹哋媽咪歡迎大獎」。
- 2005年：她以《媽媽超人》榮獲無綫電視2005年度《兒歌金曲頒獎典禮》的「最受爹哋媽咪歡迎大獎」。
- 2006年：她以《媽咪點解點解》獲得無綫電視2006年度《兒歌金曲頒獎典禮》的「十大兒歌金曲」及新城娛樂台的「兒歌金曲大獎」。
- 2007年：她帶領家燕媽媽藝術中心合唱團以《厚愛》獲得無綫電視2007年度《兒歌金曲頒獎典禮》的「十大兒歌金曲」。
- 2008年：她帶領家燕媽媽藝術中心合唱團以《開心世界》獲得無綫電視2008年度《兒歌金曲頒獎典禮》的「最受爹D媽咪歡迎兒歌大獎」及新城知訊台的「兒歌金曲大獎」、「新城勁爆國際友誼大獎」及「新城最受歡迎親子兒歌大獎」。
- 2009年：她與歐陽靖帶領家燕媽媽藝術中心合唱團的《弟子規》獲得無綫電視2008年度《兒歌金曲頒獎典禮》的「最有教育意義兒歌大獎」及新城知訊台的「兒歌金曲大獎」。
- 2010年：她帶領家燕媽媽藝術中心合唱團以《開心世界》再度獲得新城知訊台的「新城最受歡迎親子兒歌大獎」。
- 2010年：她帶領家燕媽媽藝術中心合唱團以《弟子二十四孝》獲得新城知訊台的「兒歌金曲大獎」及「新城最受歡迎親子兒歌大獎」。
- 2011年：她帶領家燕媽媽藝術中心合唱團以《風雨不改》獲得新城知訊台的「兒歌金曲大獎」及「新城最受歡迎親子兒歌大獎」。
- 2011年：她帶領之少女組合honey bees以《honey》獲得新城知訊台的「新城勁爆兒歌組合獎」。
- 2012年︰她帶領家燕媽媽藝術中心合唱團以《東方巨龍》獲得新城知訊台的「新城勁爆兒歌獎」。
- 2012年︰由她帶領之少女組合honey bees以《High歌》亦獲得新城知訊台的「新城勁爆兒歌獎」及再度獲得「新城勁爆兒歌組合獎」。
- 2013年︰薛家燕帶領司徒瑞祈、陳煒迪及家燕媽媽藝術中心合唱團一同合唱的《洗洗手》獲得新城知訊台的「新城最有教育意義兒歌大獎」及「新城最受歡迎親子兒歌大獎」。
- 2013年︰由她帶領的少女組合honey bees獲得新城知訊台的「新城勁爆兒歌組合獎」。
- 2014年︰她帶領家燕媽媽藝術中心合唱團與馬嘉均、鄧尚義合唱之《媽呢媽呢空》獲得新城知訊台的「新城勁爆兒歌」。
- 2014年︰薛家燕與她帶領的少女組合honey bees一同主唱的《弟子規•頌品德》獲得新城知訊台的「新城勁爆兒歌」及「新城最受歡迎親子歌曲」。
- 2014年︰由她帶領的少女組合honey bees獲得新城知訊台的「新城勁爆勵志兒歌組合獎」。
- 2018年︰薛家燕獲得《新城勁爆頒獎禮2018》的「勁爆演藝繽紛60大獎」。

## 公益活動
- 2004年6月27日︰作為《世界環境日2004》之榮譽“環保大使”，出席環境保護運動委員會主辦，環境保護署合辦之環保步行活動主持啟步禮，鼓勵市民愛護大自然，並培養健康和環保的生活習慣。
- 2007年1月22日︰出席「關懷長者心實現千歲願2006」，以喚起社會對長者的關注。
- 2008年10月11日︰擔任「世界心臟日卓越護心大使」，出席支持活動，及身體力行一起宣揚保護心臟及關注血壓的重要訊息。
- 2009年4月29日︰為平等機會委員會舉辦的「2008/09無定型新人類」擔任導師，向學員分享現實生活中分飾職業女性及母親這雙重角色的經歷和感受。[22]
- 2009年9月4日︰護苗超級大使薛家燕女士出席「護苗基金」慶祝十周年酒會，表達對「護苗基金」的支持。
- 2009年9月27日︰擔任「世界心臟日2009」之榮譽愛心大使。
- 2009年11月24日：出席電影《聽說》首映禮[23]，為慈善機構「龍耳」宣傳「聾健共融」的信息，讓社會加深對聾人的了解。
- 2009年12月13日︰出席「明愛頤匡智障人士老齡化先導計劃」之「頤匡健康日」，擔任「明愛頤匡大使」，推動社會人士多關注智障人士老齡化問題。
- 2010年1月10日︰出席保良局「關懷長者心」地區安老計劃，向一眾長者派發禮物包，以表心意。
- 2010年1月23日︰擔任本地漁農美食大使，並出席「本地漁農美食迎春嘉年華 2010 」，推廣本地優質漁農美食。
- 2010年8月20日︰擔任「雪亮眼睛」長者眼科視光檢查計劃活動大使，鼓勵長者認識及正視眼睛的健康。
- 2010年10月3日︰擔任世界心臟日「健康榮譽大使」。
- 2011年9月3日︰擔任「樂施大使」，出席「人人十蚊 對抗赤貧」行動開幕典禮，支持樂施會籌募捐款，協助貧窮人脫貧自立，改善生活。 [24]
- 2011年10月2日︰擔任「世界心臟日」之健康榮譽大使。
- 2011年11月20日︰出席庭恩兒童中心的第一屆 「助言喜行...一步，幫一生」慈善步行籌款活動，喚起社會人士對患有語言障礙兒童的認識及治療的急切需要。
- 2011年11月20日︰擔任防止虐待兒童會「護兒慈善行2011」之愛護兒童慈善大使。
- 2012年10月7日︰擔任「世界心臟日」之健康榮譽大使
- 2012年10月28日：出席香港乳癌基金會「乳健同行 2012」步行籌款活動 [25]，為香港乳癌基金會宣傳運動保健、宣揚關注乳癌訊息。
- 2012年12月9日︰擔任災後心理輔導協會之愛心大使
- 2013年—2014年︰擔任婦女事務委員會「自在人生自學計劃」宣傳大使，提倡終身學習，提升自我。
- 2013年3月24日︰擔任《基本法》大使，並出席「同樂認識《基本法》親子嘉年華2013」，與一聚小朋友一同表演。
- 2013年7月7日︰擔任紫荊青年商會第六屆「愛知識．齊分享 — 齊齊高頌《弟子規》」之活動大使。
- 2013年10月19日︰出席社會福利署舉辦「老有所為活動計劃」頒獎禮，鼓勵長者把豐富人生經驗及智慧傳承下一代。
- 2013年9月29日︰出席「世界心臟日2013」心臟健康嘉年華及擔任「健康榮譽大使」，呼籲大家要關注心臟健康。[26]
- 2013年11月3日︰在「道路安全議會40周年慶典」中擔任「道路安全議會40周年大使」。
- 2014年1月11日︰為「樂施大使」，出席「樂施滅貧利是收集大行動2014」啟動儀式，支持樂施會全球各地之扶貧救災及發展倡議工作。[27]
- 2014年9月20日︰擔任「仁濟慈善大使」，並「落區」走入荃灣楊屋道街市為「仁濟慈善雙週2014」協助義賣奬券，共襄善舉，宣揚仁濟行善的理念和服務社群的精神。 [28]
- 2014年10月19日︰繼續支持香港乳癌基金會，出席於山頂之「乳健同行 2014」步行籌款活動。
- 2014年11月16日︰擔任「世界心臟日」之榮譽愛心大使。

## 音樂作品（唱片或單曲）
- Nancy Sit Special
- 再會吧！17歲
- Unchained my Heart
- 不凋謝的花
- 我願為情犧牲
- 家燕與小田
- 那個少女不多情
- 再創造未來
- 喜洋洋
- 開心女人
- 皆大歡笑
- 乜都盞 LOVE HK NO.1
- 恭喜恭喜賀新年（薛家燕及歐陽震華）
- Christmas Around The World
- 弟子規與honeybees
- Captain Nancy（單曲，薛家燕愛你無限60年演唱會主題曲）
- 金爷爷送给你
- 好运一条龙（3P、赖宇涵合唱）
- 有有有 Year of the Yo（茜拉合唱）
- YES蛇（3P、赖宇涵合唱）

## 派台歌曲成績
| 派台歌曲成績         | 派台歌曲成績          | 派台歌曲成績 | 派台歌曲成績 | 派台歌曲成績 | 派台歌曲成績 | 派台歌曲成績                                                         | 派台歌曲成績                                                                      |      |
| -------------------- | --------------------- | ------------ | ------------ | ------------ | ------------ | -------------------------------------------------------------------- | --------------------------------------------------------------------------------- | ---- |
| 唱片                 | 歌曲                  | 903          | RTHK         | 997          | TVB          | 備註                                                                 | 備註                                                                              |      |
| 1996年               |                       |              |              |              |              |                                                                      |                                                                                   |      |
| 再創造未來           | 再創造未來            | -            | -            | -            | -            |                                                                      |                                                                                   |      |
| 2001年               |                       |              |              |              |              |                                                                      |                                                                                   |      |
| 開心女人             | 開心女人Cha Cha Cha   | -            | -            | 4            | -            |                                                                      |                                                                                   |      |
| 2002年               |                       |              |              |              |              |                                                                      |                                                                                   |      |
| 愛的禮物             | 家家有本難唸的經      | -            | -            | -            | -            | 與楊天經、石祐珊合唱                                                 | 與楊天經、石祐珊合唱                                                              |      |
| 皆大歡笑             | 等愛的女人            | -            | -            | 10           | -            | 與趙學而、廖碧兒、陳彥行合唱                                         | 與趙學而、廖碧兒、陳彥行合唱                                                      |      |
| 2003年               |                       |              |              |              |              |                                                                      |                                                                                   |      |
| 皆大歡笑             | 皆大歡笑              | -            | -            | -            | -            | 與林文龍、廖碧兒、趙學而、謝天華、陳彥行、鄧兆尊、阮兆祥、劉愷威合唱 | 與林文龍、廖碧兒、趙學而、謝天華、陳彥行、鄧兆尊、阮兆祥、劉愷威合唱              |      |
| 2004年               |                       |              |              |              |              |                                                                      |                                                                                   |      |
| 乜都盞 Love HK No.1  | 乜都盞                | -            | -            | 4            | -            |                                                                      |                                                                                   |      |
| 2018年               |                       |              |              |              |              |                                                                      |                                                                                   |      |
|                      | Captain Nancy         | -            | 9            | 1            | 1            | 首支兩台冠軍歌 《薛家燕愛你無限六十年演唱會》主題曲                  | 首支兩台冠軍歌 《薛家燕愛你無限六十年演唱會》主題曲                               |      |
| 派台歌曲成績（五台） |                       |              |              |              |              |                                                                      |                                                                                   |      |
| 唱片                 | 歌曲                  | 903          | RTHK         | 997          | TVB          | ViuTV                                                                | 備註                                                                              | 備註 |
| 2023年               |                       |              |              |              |              |                                                                      |                                                                                   |      |
|                      | 黃金萬両              | ×            | ×            | 14           | -            | ×                                                                    | 無綫電視劇《黃金萬両》主題曲 與曹永廉、麥美恩、黃子恆、朱智賢、馬貫東、江嘉敏合唱 |      |
| 2024年               |                       |              |              |              |              |                                                                      |                                                                                   |      |
|                      | 有有有 Year of the Yo | ×            | ×            | 1            | 1            | ×                                                                    | 與Shila Amzah合唱                                                                 |      |

| 各台冠軍歌總數 | 各台冠軍歌總數 | 各台冠軍歌總數 | 各台冠軍歌總數 | 各台冠軍歌總數 | 各台冠軍歌總數    | 各台冠軍歌總數    | 各台冠軍歌總數 |
| -------------- | -------------- | -------------- | -------------- | -------------- | ----------------- | ----------------- | -------------- |
| 四台a          | 903            | RTHK           | 997            | TVB            | 備註              | 備註              | 備註           |
| 四台a          | 0              | 0              | 2              | 2              | 四台冠軍歌總數：0 | 四台冠軍歌總數：0 |                |
| 五台b          | 903            | RTHK           | 997            | TVB            | ViuTV             | 備註              |                |
| 五台b          | 0              | 0              | 1              | 1              | 0                 | 五台冠軍歌總數：0 |                |

- （*）上榜中
- （-）未能上榜
- （×）沒有派往該台
- （/）沒有資料
- ^  注解a：包括2023年後的冠軍歌曲
- ^  注解b：2023年起

## 獎項

### 演藝獎項
| 年份   | 機構/頒獎                                    | 獎項                                                       |
| 1999年 | 萬千星輝賀台慶                               | 「我最難忘的女主角」《真情》梁潤好（好姨）                 |
| 2000年 | 萬千星輝賀台慶                               | 「本年度我最喜愛的電視角色」《十月初五的月光》朱莎嬌（QE） |
| 2001年 | 萬千星輝賀台慶                               | 「本年度我最喜愛的電視角色」《皆大歡喜》游念慈             |
| 2004年 | 馬來西亞「Astro華麗台電視劇大獎」            | 「我的至愛角色」《皆大歡喜》游念慈                         |
| 2007年 | 《南方盛典》                                 | 「觀眾最喜愛的粵語喜劇女演員」《皆大歡喜》游念慈           |
| 2010年 | 新加坡「星和無綫電視大獎2010」               | 「我最難忘TVB電視女角色」《真情》梁潤好（好姨）            |
| 2014年 | 新加坡「星和無綫電視大獎2014」               | 「我最愛TVB綜藝節目主持人」《Sunday扮嘢王》                |
| 2014年 | 馬來西亞「TVB 馬來西亞星光薈萃頒獎典禮2014」 | 「最喜愛TVB節目主持」《Sunday扮嘢王》                      |
| 2014年 | 萬千星輝頒獎典禮2014                         | 「最佳節目主持」《Sunday扮嘢王》                           |
| 2017年 | 新加坡「星和無綫電視大獎2017」               | 「25週年最受歡迎TVB電視女藝人」                            |
| 2018年 | 萬千星輝頒獎典禮2018                         | 「萬千光輝演藝人大獎」                                     |

### 其他獎項
| 年份   | 機構/頒獎                | 獎項                                            |
| 2000年 | 香港特區政府             | 榮譽勳章                                        |
| 2005年 | 《南方都市報》           | 十年榮譽專欄作家                                |
| 2008年 | 香港傳藝節               | 傑出愛心演藝人大獎                              |
| 2014年 | 香港女工商及專業人員聯會 | 2014年傑出專業女性及女企業家選舉 傑出專業女性獎 |

## 外部連結
- 於新城電台的個人簡介
- 薛家燕的Instagram帳戶
- 薛家燕的新浪微博
- 薛家燕在香港影庫上的簡介
- 薛家燕在互联网电影资料库（IMDb）上的資料（英文）
- 在AllMovie上薛家燕的頁面（英文）
- 薛家燕在豆瓣上的资料（简体中文）
- 薛家燕在时光网上的簡介（简体中文）